# Anagyrus swezeyi
Anagyrus swezeyi är en stekelart som beskrevs av Timberlake 1919. Anagyrus swezeyi ingår i släktet Anagyrus och familjen sköldlussteklar.
Artens utbredningsområde är:
- Pakistan.
- Zimbabwe.

Inga underarter finns listade i Catalogue of Life.